# Debdas (film, 1935)
Pour les articles homonymes, voir Devdas (homonymie).
Pour plus de détails, voir Fiche technique et Distribution.
Devdas ou Debdas est un film indien en bengali réalisé par P. C. Barua en 1935. Il s'agit de la première des trois adaptations cinématographiques de la nouvelle éponyme de Sarat Chandra Chatterjee (1917) produite par le studio New Theatres en 1935. La seconde, en hindi, est également réalisée par P. C. Barua et sort la même année. La troisième version, en tamoul, est réalisée par P.V. Rao et sort au Tamil Nadu en 1937.

## Synopsis
Cette version bengali est en partie perdue mais le film a été refait à l'identique en hindi quelques semaines plus tard,. Les synopsis sont donc les mêmes.

## Fiche technique
- Titre : Debdas (bengali : দেবদাস)
- Réalisation : P. C. Barua
- Scénario : P. C. Barua d'après la nouvelle éponyme de Sarat Chandra Chatterjee
- Photographie : Yusuf Mulji, Dilip Gupta, Sudhin Majumdar et Nitin Bose
- Direction musicale : R.C. Boral et Pankaj Mullik
- Lyrics : Bani Kumar
- Montage : Subodh Mitter
- Société de production : New Theatres
- Pays d’origine :  Raj britannique
- Langue originale : bengali
- Format : Noir et blanc - 35 mm
- Genre : Film dramatique
- Durée : 139 minutes
- Date de sortie : 
  -  Raj britannique : 30 mars 1935 (Première au cinéma Chitra à Calcutta)[3]
- License :  domaine public depuis 1995

## Distribution
- P. C. Barua : Devdas
- Jamuna : Parvati
- Chandrabati Devi : Chandramukhi

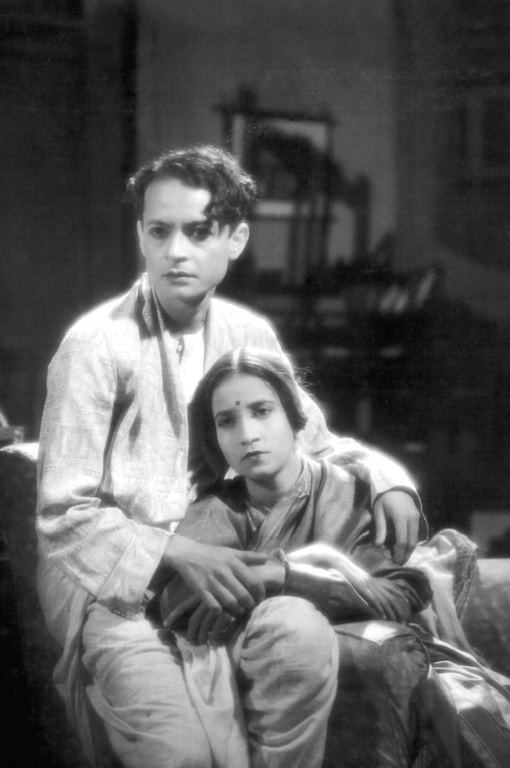
P. C. Barua et Jamuna dans Devdas (1935)

- Manoranjan Bhattacharya : Dharmadas, le serviteur de Devdas
- Amar Mullick : Chunnilal, l'ami de Devdas à Calcutta
- Sailen Pal
- Ahi Sanyal
- K.L. Saigal : un visiteur du khota de Chandramukhi
- Kshetrabala
- Nirmal Dasgupta
- Prabhabati
- K.C. Dey
- Dineshranjan Das

## Production

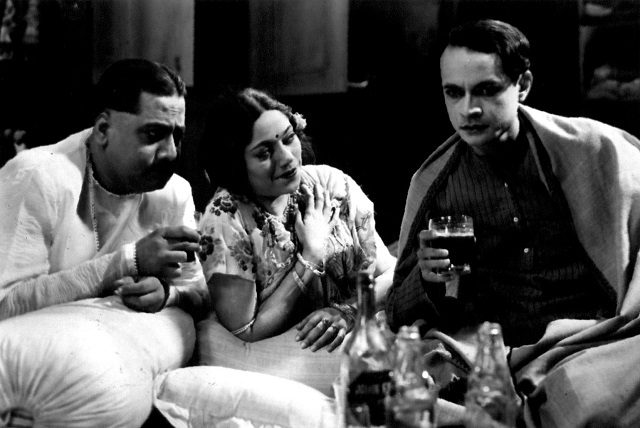
P. C. Barua, Amar Mullick et Chandrabati dans Devdas (1935)

Devdas est le troisième film réalisé par P. C. Barua. Le premier, Bengal 1983, sorti en 1932,  a été un tel désastre commercial qu'il lui a coûté indirectement sa société de production. Le second, Roop Lekha / Mohabbat Ki Kasauti à l'affiche en 1934, réalisé alors qu'il était salarié du studio New Theatres, a également été un échec financier. Cependant, le studio a continué à lui faire confiance et lui a permis de se lancer dans l'adaptation de la nouvelle de Sarat Chandra Chatterjee.
Suivant la tendance de New Theatres qui souhaitait s'inspirer d'œuvres littéraires pour développer un cinéma de qualité, P. C. Barua avait initialement envisagé d'adapter Charitraheen que Sarat Chandra Chatterjee avait publié en 1917. Il retient finalement Devdas, une nouvelle de jeunesse du même auteur déjà adaptée à l'écran en 1928. Il écrit le script pendant qu'il réalise Roop Lekha / Mohabbat Ki Kasauti en restant globalement fidèle à la nouvelle, mais en introduisant quelques modifications importantes comme la course éperdue de Parvati dans le final. Il met également en place la distribution où il se réserve le rôle-titre,. Il propose initialement à Kanan Devi d'incarner Parvati mais celle-ci est à cette époque sous contrat avec Radha Films et à son grand regret, elle se voit dans l'obligation de décliner l'offre. P. C. Barua fait  alors appel à Jamuna qui avait alors environ 14 ans et qu'il avait dirigée dans Mohabbat Ki Kasauti,.
Devdas est tourné dans le studio de New Theatres à Tollygunge dans la banlieue de Calcutta en utilisant les techniques de l'époque. En particulier, les scènes d'extérieur sont éclairées à l'aide de réflecteurs et la prise de son est directe, ce qui impose aux musiciens d'être assis à proximité des acteurs-chanteurs et à l'écart de la caméra. Contrairement à l'usage, P. C. Barua impose des répétitions préalables, longues et nombreuses à la manière de la préparation des acteurs de théâtre, mais interdit les répétitions sur le plateau juste avant le tournage. Pourtant, il introduit avec ce film un style minimaliste qui s'éloigne significativement de la tradition théâtrale. Ainsi, il évite les effets visuels spectaculaires et le mélodrame, les dialogues sont épurés et le jeu des acteurs est naturel. La présentation plutôt statique des personnages est compensée d'une certaine manière par des techniques de montage alors nouvelles en Inde telles que le flashback ou les coupures abruptes.
Le film sort le 30 mars 1935 au cinéma Chitra de Calcutta qui appartenait à B.N. Sircar,.

## Accueil
Devdas fut un très grand succès commercial. Jamuna indique par exemple : « Le public ne s'arrêtait pas d'applaudir à la fin du film, et cela se produisait chaque jour à chaque séance. La version hindie a été aussi un hit, mais pas autant que la version bengali ». La critique est également enthousiaste. Ainsi, le quotidien bengali Amritabazar Patrika écrit : « Ni avant, ni après que le micro ait libéré l'écran, un film (à l'exception de Seeta en hindi) n'avait été fait au Bengale si éminemment captivant, si dramatiquement riche et si visuellement merveilleux que Devdas ». Sarat Chandra Chatterjee qui était alors un visiteur fréquent du studio New Theatres, complimentera même ainsi P.C Barua : « Il semble que je sois né pour écrire Devdas, parce que vous étiez né pour le recréer au cinéma ».
Sharmishta Gooptu note que la proximité du film avec l’esthétique littéraire bengali de l'époque sont à l'origine de la remarquable résonance du public du Bengale. Devdas contribuera ainsi à faire du studio un emblème du cinéma bengali, de P. C. Barua une idole des élites intellectuelles, et sera une source d'inspiration pour de nombreux cinéastes indiens dont Bimal Roy et Guru Dutt.  

## Musique

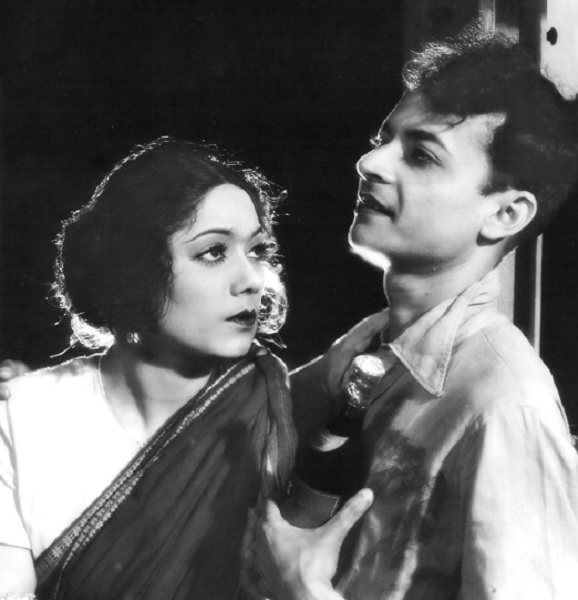
P. C. Barua et Chandrabati Devi dans Devdas (1935)

Les chansons du film sont écrites par R.C. Boral et Pankaj Mullick sur des paroles de Bani Kumar. Elles sont interprétées par K.C. Dey, Ahi Sanyal et K.L. Saigal. Le film étant partiellement perdu et inaccessible, on ne connait pas le nombre exact de chansons ni leurs interprètes. Cependant, certaines ont été enregistrées et distribuées en 78 tours après la sortie du film, probablement dans des versions légèrement différentes. C'est ainsi que quatre d'entre-elles ont pu être identifiées,.
K.L. Saigal joue un personnage analogue à celui de Pahali Sanyal dans la version hindie du film, celui d'un visiteur du khota de Chandramukhi qui interprète là deux chansons. Il n'avait encore jamais chanté en bengali et il était prévu que le rôle soit tenu par Pankaj Mullick. Mais la qualité de son interprétation a convaincu le directeur musical de passer la main. Les producteurs étaient en revanche plus inquiets et ont demandé l'approbation de Sarat Chandra Chatterjee que l'auteur bengali a définitivement validée. Par la suite, K.L. Saigal chantera dans plusieurs films bengali produits par New Theatres,. 
| Titre                                       | Interprète  | Durée |
| ------------------------------------------- | ----------- | ----- |
| Golaap Hoye Uthuk Footey                    | K.L. Saigal | 3:14  |
| Kaahaarey Je Joratey Chaaye, Duti Baahulata | K.L. Saigal | 3:45  |
| O Tor Moron Jedin Aasbey Kaachhe            | K.C. Dey    | 2:56  |
| Jeytey Hobey Jetey Hobey                    | K.C. Dey    | 2:56  |

## Préservation
Depuis l'incendie qui a ravagé les archives de New Theatres en août 1940, il ne subsiste aucune copie de cette version bengali de Devdas sur le sol indien. Dans les années 1970, les services des archives indiennes ont identifié l'existence d'une copie détenue par le Bangladesh Film Archives et ont demandé la permission de restaurer le film et d'en faire une copie. Cette demande a été refusée mais en 2002, une version partielle avec une très mauvaise qualité sonore a pu exceptionnellement être présentée à l'occasion du 33e Festival International du Film de New Delhi. 
En août 2015, les autorités bangladeshies ont accepté d'échanger un DVD de la version qu'elles détiennent avec un DVD de Raja Harishchandra, le premier film indien. Prakash Magdum, le nouveau directeur du National Film Archive of India, a indiqué que la qualité était correcte mais que le film n'avait pas été restauré. Cette version sur DVD dure 93 minutes, c'est-à-dire qu'environ 40 % du film sont perdus. Le 1er février 2016, un extrait de 10 minutes du DVD, image et son désynchronisés et sans sous-titres, a été montré à l'occasion du 52e anniversaire de la création du National Film Archive of India.
Lors d'une réunion des ministres de l'information indien et bangladeshi le 17 août 2016, il a été annoncé que le Bangladesh accédait à la demande indienne consistant à fournir les bobines de Devdas en leur possession.